# Marvin Márquez
Marvin Roberto Márquez Joya (San Salvador, San Salvador, El Salvador; 12 de marzo de 1998) es un futbolista salvadoreño. Juega como Delantero centro y su equipo actual es el Club Deportivo FAS de la Primera División de El Salvador.

## Clubes
Actualizado al último partido jugado el 14 de noviembre de 2023.
| Alianza Fútbol Club · El Salvador                 | 1.ª                 | 2015-16             | 4   | 0  | - | - | - | - | 4   | 0  |
| Alianza Fútbol Club · El Salvador                 | Total               | Total               | 4   | 0  | 0 | 0 | 0 | 0 | 4   | 0  |
| Club Deportivo Dragón · El Salvador               | 1.ª                 | 2018                | 21  | 3  | - | - | - | - | 21  | 3  |
| Club Deportivo Dragón · El Salvador               | Total               | Total               | 21  | 3  | 0 | 0 | 0 | 0 | 21  | 3  |
| Asociación Deportiva Chalatenango · El Salvador   | 1.ª                 | 2018-19             | 31  | 5  | - | - | - | - | 31  | 5  |
| Asociación Deportiva Chalatenango · El Salvador   | Total               | Total               | 31  | 5  | 0 | 0 | 0 | 0 | 31  | 5  |
| Asociación Deportiva Isidro Metapán · El Salvador | 1.ª                 | 2019-20             | 31  | 2  | - | - | - | - | 31  | 2  |
| Asociación Deportiva Isidro Metapán · El Salvador | 1.ª                 | 2020-21             | 24  | 3  | - | - | - | - | 24  | 3  |
| Asociación Deportiva Isidro Metapán · El Salvador | 1.ª                 | 2021-22             | 8   | 1  | - | - | - | - | 8   | 1  |
| Asociación Deportiva Isidro Metapán · El Salvador | Total               | Total               | 63  | 6  | 0 | 0 | 0 | 0 | 63  | 6  |
| Club Deportivo FAS · El Salvador                  | 1.ª                 | 2022                | 14  | 4  | - | - | - | - | 14  | 4  |
| Club Deportivo FAS · El Salvador                  | Total               | Total               | 14  | 4  | 0 | 0 | 0 | 0 | 14  | 4  |
| Total en su carrera                               | Total en su carrera | Total en su carrera | 133 | 18 | 0 | 0 | 0 | 0 | 133 | 18 |
| (2) No incluye goles en partidos amistosos.       |                     |                     |     |    |   |   |   |   |     |    |

Segunda División de El Salvador/Liga INDES
| Club                     | País        | Año  |
| ------------------------ | ----------- | ---- |
| Club Deportivo Ilopaneco | El Salvador | 2017 |
| San Salvador F.C.        | El Salvador | 2022 |

### Selección nacional
| Selección                                  | Año                 | Partidos | Goles |
| ------------------------------------------ | ------------------- | -------- | ----- |
| El Salvador Sub-20                         |                     |          |       |
| 2017                                       | 5                   | 1        |       |
| El Salvador Sub-21                         |                     |          |       |
| 2018                                       | 3                   | 1        |       |
| El Salvador Sub-23                         |                     |          |       |
| 2021                                       | 3                   | 1        |       |
| Total en su carrera                        | Total en su carrera | 11       | 3     |
| El Salvador                                |                     |          |       |
| 2021                                       | 3                   | 0        |       |
| Total en su carrera                        | Total en su carrera | 3        | 0     |
| Estadísticas hasta el 25 de julio de 2021. |                     |          |       |

## Palmarés
| Título           | Club    | País        | Año  |
| ---------------- | ------- | ----------- | ---- |
| Primera División | Alianza | El Salvador | 2015 |
| Primera División | FAS     | El Salvador | 2022 |